# Đak Nhau
Đak Nhau là một xã thuộc tỉnh Đồng Nai, Việt Nam.

## Địa lý
Xã Đak Nhau có diện tích 94,10 km², dân số năm 1999 là 11.889 người, mật độ dân số đạt 126 người/km².

### Dân tộc
Dân tộc bản địa là người S'tiêng, Mnông sinh sống lâu đời qua các thời kì, ngoài ra còn có các dân tộc khác di cư vào như: Tày, Nùng, Dao,...

## Lịch sử
Xã Đak Nhau là địa bàn cư trú của các dân tộc bản địa như Stiêng, Mnông.
Sau khi thống nhất đất nước nhiều người dân từ khắp nơi trên đất nước đã về xây dựng kinh tế làm cho dân số tăng đột biến, vào năm 2008 dân số đạt hơn 18.000 người.
Xã đã trải qua nhiều đợt chia tách như năm 1997 tách lập xã Bom Bo.
Năm 2008, tách thành lập xã Đường 10 do dân số tăng quá nhanh và địa phận quá rộng lớn.

## Hành chính
Xã Đak Nhau được chia thành 07 thôn: Đăng Lang, Đak Liên, Đak La, Đak Nung, Đak Wí, Đak Xuyên, Thống Nhất.
Ngoài ra, còn có hai thôn của xã Đường 10 phụ thuộc lớn về kinh tế, xã hội, y tế, giáo dục là Thôn 4, 5. Trung tâm hành chính đặt ở Thôn Thống Nhất.

## Kinh tế - xã hội

### Kinh tế

#### Nông nghiệp
Chủ lực là cây công nghiệp lâu năm nhất là cây điều, ca phê, cao su, hồ tiêu,...

#### Công nghiệp
Chiếm tỉ trọng thấp đang hình thành các cơ sở, nhà máy chủ yếu là sơ chê nông sản và một số cơ sở chê biến thực phẩm như bánh kẹo,...

#### Dịch vụ
Được đầu tư lớn về kinh doanh bán buôn, xã có hai chợ đang hoạt động, chợ trung tâm đã được tỉnh xây dựng mới hiện đại với quy mô lớn đi vào hoạt động năm 2010 có thể đáp ứng trên 700 tiểu thương vào kinh doanh, hiện nay đã có trên 200 tiểu thương di dời vào kinh doanh. Ngoài ra hệ thống bán lẻ trên địa bàn rất phat triển với nhiều ngành nghề. Dịch vụ giao thông nhu cầu rất lớn nhưng hiện nay chưa có hệ thống giao thông công cộng, tư nhân hoạt động mỗi ngày có trên 20 lượt tuyến xe đi và đến khắp các tỉnh và vung trên cả nước nhưng chỉ tập trung vào buổi tối, sáng và chiều, buổi trưa chỉ có một tuyến xuất bến đi Miền Tây. Nhu cầu đi lại của học sinh rất lớn trên 3.000 em với 6 trường học nhưng phụ thuộc hoàn toàn vào 4 xe đưa rước cua tư nhân vừa quá tải vừa thiếu an toàn. Hệ thống giao thông đường bộ phần lớn là đường nhựa nhưng đã bị xuống cấp nhất là các tuyến đường trung tâm nhưng chưa được đầu tư xây dựng lại.

### Xã hội

#### Giáo dục
Gồm các trường như:
- Trường MG Hoa Hồng
- Trường MN tư thục Hoa Trạng nguyên (đã giải thể)
- Trường TH Đak Nhau
- Trường TH Nguyễn Trãi
- Trường TH Trần Quốc Toản
- Trường THCS Chu Văn An.

## Văn hóa - Du lịch

### Tôn giáo
Phần lớn dân cư theo Thiên chúa giáo chủ yếu là cư dân nhập cư đến từ Huyện Tân Phú Đồng Nai, giáo dân di cư từ miền Bắc vào như Nam Định, Hà Nam... và giáo xứ Đăk Nhau là nơi sinh hoạt tôn giáo chính của xã. Ngoài ra còn có Phật giáo với chùa ở Đak Uý và đạo Tin Lành với vài nhà thờ tin lành đóng trên địa bàn.